# Progomphus bidentatus
Progomphus bidentatus là loài chuồn chuồn trong họ Gomphidae. Loài này được Belle miêu tả khoa học đầu tiên năm 1994.